# Juegos Olímpicos de Innsbruck 1964
Los Juegos Olímpicos de Innsbruck 1964, oficialmente conocidos como los IX Juegos Olímpicos de Invierno, fueron un evento multideportivo internacional celebrado en Innsbruck, Austria. A pesar de ser una tradicional estación de esquí se produjo escasez de nieve debido a las cálidas condiciones climáticas que se dieron, ello obligó a movilizar al ejército austriaco para traer nieve de otros lugares. La patinadora soviética Lidia Skoblikova hizo historia al lograr la medalla de oro en todas las pruebas disputadas. A lo largo de su carrera totalizaría 6 medallas de oro olímpicas lo que la convierte en la deportista con mayor número de medallas de oro logradas en Juegos Olímpicos de Invierno. Se celebró por primera vez la competición de luge, aunque el deporte recibió una publicidad negativa cuando en una carrera previa a los Juegos falleció un deportista.

## Antorcha Olímpica
Del 22 al 29 de enero, la antorcha olímpica siguió la siguiente ruta:
- Grecia: Olimpia - Atenas
- Austria: Viena - Innsbruck

Fue la primera vez que una antorcha para los Juegos Olímpicos de Invierno fue encendida en Olimpia, algo que sería usual en olimpiadas posteriores.

## Deportes
| - Biatlón - Bobsleigh - Combinada nórdica - Esquí alpino - Esquí de fondo |  | - Hockey sobre hielo - Luge - Patinaje artístico - Patinaje de velocidad - Saltos de esquí |

## Países participantes
Alemania, Argentina, Australia, Austria, Bélgica, Bulgaria, Canadá, Checoslovaquia, Chile, Corea del Norte, Corea del Sur, Dinamarca, España, Estados Unidos, Finlandia, Francia, Grecia, Hungría, India, Irán, Islandia, Italia, Japón, Líbano, Liechtenstein, Mongolia, Noruega, Países Bajos, Polonia, Reino Unido, Rumania, Suecia, Suiza, Turquía, Unión Soviética y Yugoslavia.

## Medallas
| Pos | País                            | Oro | Plata | Bronce | Total |
| --- | ------------------------------- | --- | ----- | ------ | ----- |
| 1   | Unión Soviética (URS)           | 11  | 8     | 6      | 25    |
| 2   | Austria (AUT)                   | 4   | 5     | 3      | 12    |
| 3   | Noruega (NOR)                   | 3   | 6     | 6      | 15    |
| 4   | Finlandia (FIN)                 | 3   | 4     | 3      | 10    |
| 5   | Francia (FRA)                   | 3   | 4     | 0      | 7     |
| 6   | Equipo Alemán Unificado (EUA) ¹ | 3   | 3     | 3      | 9     |
| 7   | Suecia (SWE)                    | 3   | 3     | 1      | 7     |
| 8   | Estados Unidos (USA)            | 1   | 2     | 3      | 6     |
| 9   | Países Bajos (NED)              | 1   | 1     | 0      | 2     |
| 10  | Canadá                          | 1   | 0     | 2      | 3     |

(¹) Atletas provenientes de la RDA y la RFA compitieron juntos como el "Equipo Unificado de Alemania". Este equipo combinado apareció en los Juegos Olímpicos de Invierno de 1956, 1960 y 1964.